# 바하북부사슴쥐
바하북부사슴쥐(Peromyscus fraterculus)는 비단털쥐과에 속하는 설치류의 일종이다. 캘리포니아주 남부와 바하칼리포르니아반도, 칼리포르니아만 여러 섬의 토착종이다. 바하북부사슴쥐는 유전적 차이를 확인하고 선인장쥐(P. eremicus)보다 에바사막쥐(P. eva)와 더 밀접한 관계를 가진다는 2000년 연구 이전에는 선인장사슴쥐(P. eremicus)의 아종으로 간주되었다.